# Glade (Programmierwerkzeug)
Glade ist eine freie visuelle Programmierumgebung (Rapid Application Development, RAD) zum intuitiven Erstellen von GTK+-Benutzeroberflächen (GUI). Glade ist unabhängig von der verwendeten Programmiersprache. Es erzeugt keinen Programmcode für Ereignisse, sondern eine XML-Datei und – falls erwünscht – eine oder mehrere C-Dateien, in die der Programmierer seinen Programmcode einsetzt.
Glade ist in zweierlei Versionen erhältlich – eine für GTK+ 2 und eine für Version 3. Es unterliegt den Bestimmungen der GNU General Public License. Glade wurde nicht für GTK+ 4 angepasst. Inoffizieller Nachfolger ist Cambalache.

## Versionen
- Die erste Version 0.1 erschien am 18. April 1998
- Am 12. August 2006 erschien die komplett neu geschriebene Version 3
- Am 5. April 2011 erschien mit Version 3.10.0 die erste GTK+ 3 kompatible Version und gleichzeitig Version 3.8.0, welche als GTK+ 2 kompatible Variante weiter gepflegt wird
- Am 11. Juni 2015 erschien die Version 3.19, die mindestens GTK+ 3.16.0 benötigt. Sie unterstützt unter anderem die Widgets GtkStack, GtkHeaderBar und GtkSidebar.[3]